# Love Is Everything
Love Is Everything — двадцать восьмой студийный альбом американского кантри певца Джорджа Стрейта, вышедший 14 мая 2013 года на лейбле MCA Nashville. Продюсером был Тони Браун. 
Love Is Everything с 1 июня 2013 года возглавил кантри-чарт США, увеличив исторический рекорд Джорджа Стрейта по числу альбомов-чарттопперов в хит-параде Top Country Albums: теперь их 25. По этому показателю позади него только кантри-легенды Вилли Нельсон и Мерл Хаггард (у каждого по 15 альбомов № 1 в кантри-чарте). Кроме того он стал 18-м альбомом вошедшим в Top-10 общенационального чарта Billboard 200 (дебютировав на № 2): это 4-й результат среди певцов-мужчин за всю историю хит-парада. Впереди Стрейта: Фрэнк Синатра (33 альбома в № 10), Элвис Пресли (27), Боб Дилан (20) и Пол Маккартни (18).

## Об альбоме
На альбоме Love Is Everything 13 оригинальных песен, включая четыре, написанных Дж. Стрейтом в соавторстве с другими авторами, в том числе, вместе с его сыном Буббой (Bubba Strait) и композитором Дином Диллоном (Dean Dillon). В сумме с другими альбомами диск стал 40-м в карьере певца.
Альбом получил в основном положительные отзывы музыкальных критиков. Среди них такие издания, как Country Weekly, Los Angeles Times, The Salt Lake Tribune, USA Today, Great American Country, Billboard, Country Standard Time.
Сайт Metacritic на основе анализа нескольких рецензий дал новому диску Дж. Стрейта 75 баллов из 100.
«Give It All We Got Tonight» — первый сингл с альбома, стал для Джорджа Стрейта его 86-м синглом, вошедшим в Top-10 в Hot Country Songs. Первым был сингл «Unwound» (август 1981 года). По этому показателю Стрейт уступает только одному кантри-исполнителю — Eddy Arnold остаётся абсолютным лидером: у него в 1945—1980 годах было 92 Top-10 кантри-хита.

## Список композиций
| №                   | Название                             | Автор(ы)                                 | Длительность |
| ------------------- | ------------------------------------ | ---------------------------------------- | ------------ |
| 1.                  | «I Got a Car»                        | Tom Douglas, Keith Gattis                | 4:31         |
| 2.                  | «Give It All We Got Tonight»         | Mark Bright, Tim James, Phil O’Donnell   | 4:15         |
| 3.                  | «Blue Melodies»                      | Gattis, Wyatt Earp                       | 4:26         |
| 4.                  | «I Just Can't Go On Dying Like This» | George Strait                            | 3:57         |
| 5.                  | «I Thought I Heard My Heart Sing»    | L. Russell Brown, Bill Kenner            | 2:59         |
| 6.                  | «That's What Breaking Hearts Do»     | G. Strait, Bubba Strait                  | 3:30         |
| 7.                  | «When Love Comes Around Again»       | Monty Holmes, Donny Kees, Jeff Silvey    | 3:33         |
| 8.                  | «The Night Is Young»                 | Dean Dillon, B. Strait, G. Strait        | 3:32         |
| 9.                  | «Sittin' on the Fence»               | Gattis, Roger Creager                    | 3:27         |
| 10.                 | «I Believe»                          | Dillon, B. Strait, G. Strait             | 3:46         |
| 11.                 | «Love Is Everything»                 | Pat McLaughlin, Casey Beathard           | 3:07         |
| 12.                 | «You Don't Know What You're Missing» | Al Anderson, Chris Stapleton             | 3:43         |
| 13.                 | «When the Credits Roll»              | Steve Bogard, Kyle Jacobs, Randy Montana | 3:18         |
| Общая длительность: | Общая длительность:                  | Общая длительность:                      | 48:47        |

## Позиции в чартах
| Чарт (2013)                       | Высшая позиция |
| --------------------------------- | -------------- |
| U.S. Canadian Albums Chart        | 8              |
| U.S. Billboard 200                | 2              |
| U.S. Billboard Top Country Albums | 1              |